# 固县镇
固县镇是中国河南省南阳市桐柏县下辖的一个镇。

## 行政区划
桥头溪乡下辖以下地区：
固县村、吴庄村、黄畈村、沈楼村、石头畈村、桐安村、北新庄村、杨楼村、柳扒村、魏岗村、大石坡村、张畈村和桐柏牧场。